# 拉斐尔·斯特鲁克
拉斐尔·斯特鲁克（英語：Rafael William Struick，2003年3月27日—）是出生于荷兰的印尼足球运动员，司职前锋。目前效力荷兰足球乙级联赛俱乐部ADO海牙，同时也代表印度尼西亚国家足球队。